# 黑葉貞蕨
黑葉貞蕨（学名：Cornopteris opaca），又名黑叶角蕨，为蹄蓋蕨科貞蕨屬下的一个种。

## 扩展阅读
- 維基物種上的相關：黑葉貞蕨